# Na podmostkach sceny
Na podmostkach sceny (На подмостках сцены) è un film del 1956 diretto da Konstantin Konstantinovič Judin.